# Sombrilla de papel-aceite
Los  parasoles  o  paraguas de papel aceite  (en chino tradicional: 油纸伞, simplificado: 油纸伞, pinyin: yóuzhǐ sǎn) son un tipo de sombrilla de papel o tela originario de la China cuyo uso se extendió a otros  lugares de Asia como el Japón, la península de Corea, Vietnam, Taiwán, las islas Ryukyu, Birmania, Tailandia o Laos entre otros y donde también aparecieron parasoles con características locales. Con la migración de los hakka en Taiwán, también arraigó en este lugar la creación de sombrillas al estilo chino.

## Uso
Aparte de cubrir de la lluvia o del sol, las sombrillas de papel aceite también son imprescindibles en la celebración de bodas. En una boda tradicional china, cuando la novia baja del palanquín, las casamenteras la cubren con una sombrilla de color rojo para ahuyentar los malos espíritus. En las bodas tradicionales japonesas también se cubre a la novia con un parasol rojo y esta costumbre también está presente en las bodas tradicionales de las islas Ryukyu. Los ancianos prefieren los parasoles de color violeta que simbolizan la longevidad y en un funeral emplean sombrillas de color blanco. En danza tradicional japonesa también se pueden usar como atrezo y en la ceremonia del té se utilizan unos parasoles de papel basto conocidos como bangasa.

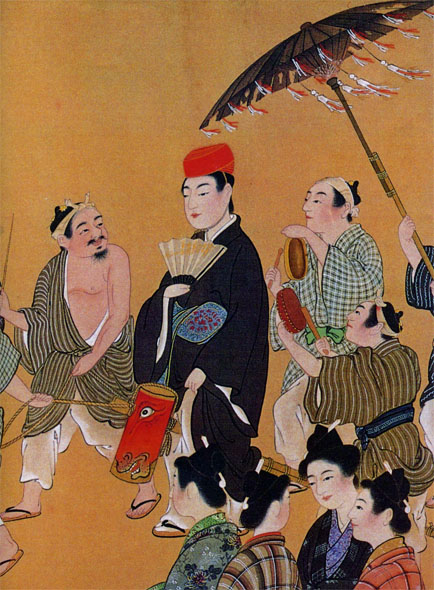
Sombrilla de papel aceite siendo utilizado en una boda tradicional de las islas Ryukyu.

En la sociedad hakka de la antigüedad, cuando se casaban las mujeres hakka, como las palabras para «hijo» y «papel» eran homófonas en el habla hakka, entregaban dos parasoles de papel aceite como dote, uno de los cuales llevaba escrita la Dicha 早 生 贵子 (chino simplificado: 早 生 贵子, pinyin: zǎoshēng guìzǐ, traducida al español: «parir pronto un hijo»). Además, el carácter para «parasol» en chino tradicional (伞) contiene cuatro personas, que simbolizan mucha descendencia y, como cuando se abre el parasol tiene una forma redonda y las palabras para «aceite» (油) y «tener» (有) son homónimas, esto significaba la bendición de una vida feliz y completa. Cuando los hombres de 16 años completaban su rito de paso, también recibían dos parasoles para estos mismos motín.
En celebraciones religiosas, también se ven sombrillas encima de los palanquines que llevan las imágenes de los dioses o Buda. En este contexto, sirven tanto para ahuyentar malos espíritus como para proteger a los participantes de la procesión.
Actualmente se usan de forma corriente paraguas de estilo occidental, mientras los parasoles de papel aceite se venden normalmente como obras de arte o souvenirs.

## Historia
Según la leyenda, el parasol fue inventado por la esposa de Lu Ban, Yun Shi: «Partió la caña de bambú en tiras, las cubrió con pieles de animales, cuando se cerraba parecía un palo, cuando se abría una tapa», pero los primeros parasoles se hicieron de plumas, seda y otros materiales. Tras la invención del papel, la seda fue sustituida gradualmente por el papel. No se sabe con certeza cuando aparecieron los parasoles, pero en tiempos de la dinastía Tang ya habían llegado a Japón y Corea. En tiempos de la dinastía Song recibieron el nombre de sombrillas de papel verde y en tiempos de la dinastía Ming se popularizó su uso. En el Tiangong Kaiwu se hace la siguiente mención: «Allí donde el paraguas y el papel aceite enganchan hay un pequeño trozo de papel pergamino». Shen Kuo en su Mengxi Bitan también hace la siguiente mención: «un nuevo paraguas cubre por un día» en referencia al entonces próspera industria de paraguas de la región de Jiangnan debido a su clima lluvioso. En numerosas obras literarias como la Leyenda de la Serpiente Blanca también se pueden encontrar referencias a los parasoles.

## Proceso de fabricación

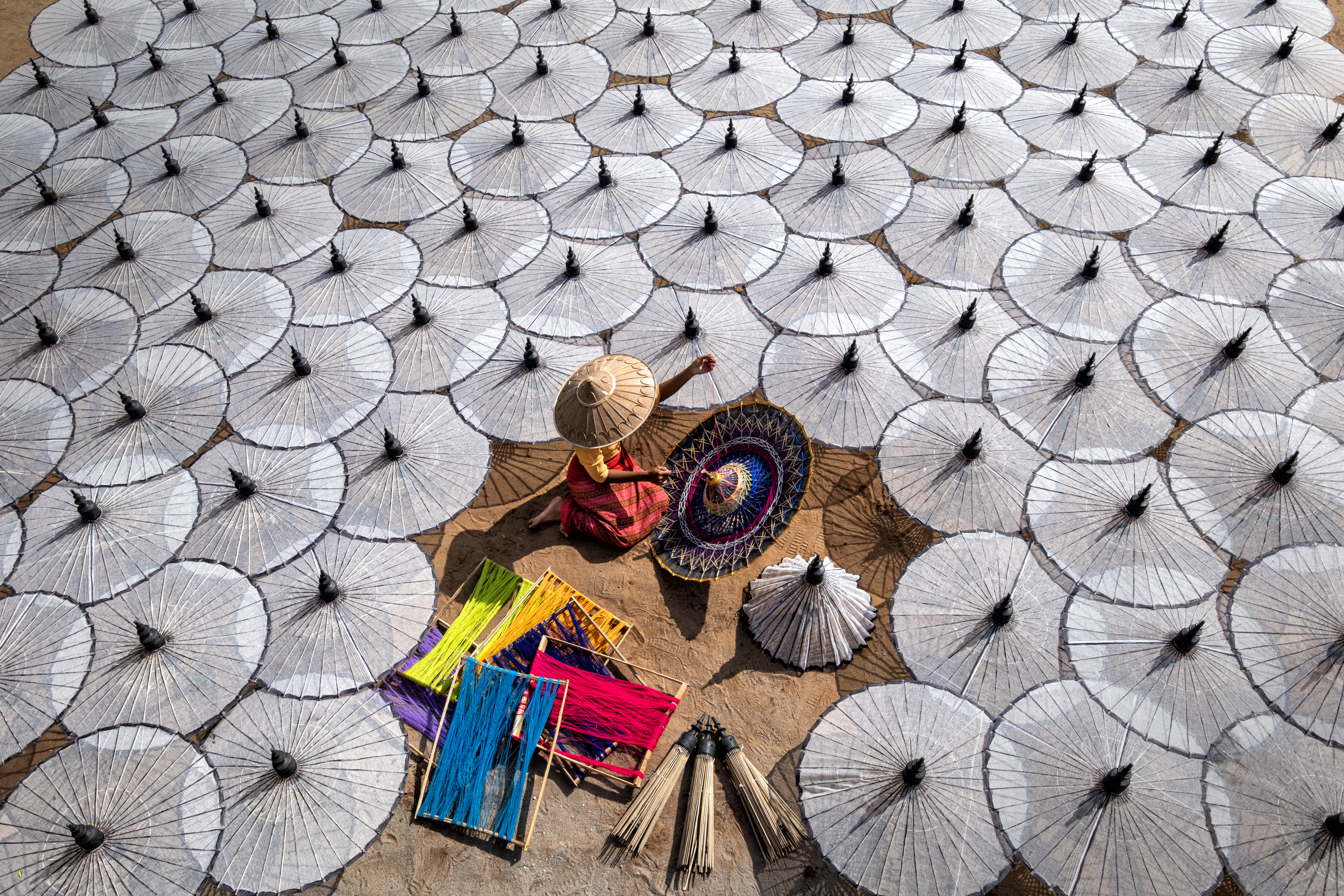
Mujer en una fábrica de Pathian hti, en Birmania.

El proceso de fabricación de los parasoles de cada región y el número de pasos varía, pero generalmente se puede dividir en cuatro pasos:
1. Seleccionar el bambú
2. Hacer la estructura: Cortar el bambú, sumergirlo en agua, secarlo al sol y aplicarle otros tratamientos y entonces, perforarlo, montarlo, atarlo y unir el mango con la cabeza del paraguas formando su estructura.
3. Hacer la cubierta: Enganchar el papel en la estructura, recortarlo y pulirlo, verter el aceite y secarlo al sol. Tan pronto se ha completado este paso ya está listo para ser usado.
4. Decorar-con flores: Pintar con motivos florales la cubierta del parasol.